# Les Amis d'ta femme
Les Amis d'ta femme, ou ADTF, est un groupe de rock alternatif français, originaire de Nancy. Formé en 1996 par David « Le DâV » Vincent, François « Frankoua Frankoué » Colson, et Guillaume Oesterlé, le groupe voit par la suite l'arrivée de Cyril « Vatlavé Kraspek » Battaini, qui les rejoindra plus tard au cours d'une tournée à Mulhouse. Guillaume quitte le groupe quelques semaines plus tard pour raisons personnelles.

## Biographie
À ses débuts en 1996, le trio ADTF est un groupe de rue. Leurs spectacles sont engagés et provocants, l'humour noir est souvent de rigueur. En 1996, à sa création, le groupe était composé des trois musiciens suivants : David « Le DâV » Vincent à la guitare et au chant, François « Frankoua Frankoué » Colson aussi à la guitare, et Guillaume à la contrebassine (instrument fabriqué avec une bassine, une corde et un manche à balai) et au chant. Dès 1997, Guillaume est remplacé par Kraspek.
Ils sortent leur premier album, Faut qu'ça lime!, en février 1998 sur leur propre label, Mort aux Cons Production. Leur second album (Lave-toi la bouche) est produit en 2000 par le label AND Music. Leur troisième album sort en 2003, il s'agit d'un live avec Les Fils de Teuhpu. Un autre live paraitra par la suite en 2005, Font la différence, avec pour seule formation Le DâV, Frankoué et Kraspek. Le dernier album, Noir… et rouge aussi un peu, sorti en 2005, a la particularité d'être une reprise de chants anarchistes ou révolutionnaires connus.
Le groupe se sépare lors de la tournée de cet album. Le chanteur David Vincent crée sa propre formation David Vincent et ses mutants tandis que les deux autres forment le groupe Les Frères Couenne.

## Style musical
Le style musical du groupe est différemment catégorisé selon les médias. les webzine W-Fenec le considère comme du « rock-musette-punk-non amplifié-à tendance éthyliquement anarchiste ». Le journal Le Parisien le classe de « rock'n'roll déjanté façon musette ».

## Discographie
- 1998 : Faut qu'ça lime ! (février)

1. Les z'amis d'ta femme
2. Il chant' faux
3. Mort aux pigeons !
4. Lapin manqué
5. Les bigotes et le clodo
6. Dis tonton...
7. Patates party
8. Love Story
9. Stop galère
10. Muriel Bolle
11. Z'elle est morte
12. Bonus track

- 2000 : Lave-toi la bouche (mai)

1. Ragougnasses (chanson dégueulasse)
2. Groupe de garçons
3. Ploum ploum tralala
4. Marie-Odile
5. Cayenne
6. Le miracle de l'amore
7. Marée basse
8. Laisse tomber, grôs !!!
9. Diguidig dondon...
10. Le tango du viagra
11. Vaurien
12. Hoch-cul
13. Jeanne Calment

- 2003 : 1 air 2 Bœufs (live avec Les Fils de Teuhpu)

1. Préambule
2. A las Barricadas
3. Chèque
4. Vaurien
5. Interlude
6. El sur / Patchuko hop
7. Ragougnasses (chanson dégueulasse)
8. Barambar

- 2005 : ...Font la différence (live) (EMI Records)

1. Intro
2. Les z'amis d'ta femme
3. Groupe de garçons
4. Diguidig dondon
5. Marée basse
6. Il chant' faux
7. Patates party
8. La dynamite
9. Marie-Odile
10. Z'elle est morte
11. Cayenne
12. Jeanne Calment
13. Mort aux pigeons
14. Hoch-cul

- 2005 : Noir... et rouge aussi un peuEnregistré avec entre autres : Les Fils de Teuhpu, Les Suprêmes Dindes, Blankass, Les Escrocs...

1. La Canaille
2. La semaine sanglante
3. Elle n'est pas morte
4. Le sang des martyrs
5. La Dynamite
6. La grève des mères
7. La Java des Bons-Enfants
8. La chanson de Craonne
9. A las barricadas
10. Le prisonnier
11. Ballata per l'anarchico Pinelli
12. Sois fainéant
13. La java du caniveau
14. La semaine sanglante II
15. Bonus track